# Richard Sutton
Richard Sutton est un informaticien canadien, professeur d'informatique à l'université de l'Alberta. Il est reconnu comme l'un des fondateurs de l'apprentissage par renforcement, domaine auquel il a apporté plusieurs contributions majeures telles que le temporal difference learning et les méthodes de gradient.

## Formation
Sutton a reçu son B.A. en psychologie à l'université Stanford en 1978, et ses M.Sc. et Ph.D en informatique à l'université du Massachusetts à Amherst en 1980 et 1984, sous la direction d'Andrew Barto (en). Sa thèse, « Temporal Credit Assignment in Reinforcement Learning », introduisait en particulier des idées de temporal difference learning.

## Distinctions
Il est lauréat du prix Turing 2024.

## Publications
- (en) Sutton, R. S., Barto, A. G., Reinforcement Learning: An Introduction. MIT Press, 1998. 2e édition MIT Press en 2018.
- (en) Miller, W. T., Sutton, R. S., Werbos, P. J. (Eds.), Neural Networks for Control. MIT Press, 1991.
- (en) Sutton, R. S. (Ed.), Reinforcement Learning. Reprinting of a special issue of Machine Learning Journal. Kluwer Academic Press, 1992